# Werner Schnitzer
Werner Robert Schnitzer (Donauwörth, 9 gennaio 1942) è un attore tedesco.

## Biografia
Werner Robert Schnitzer frequenta una scuola di recitazione a Monaco di Baviera presso Ellen Mahlke. Inizia a lavorare presso il Residenztheater di Monaco, poi presso la Schauspiel Köln, la Stadttheater Bern e la Düsseldorfer Schauspielhaus.
È noto per ruoli in Der Kommissar e L'ispettore Derrick. Dal 1998 al 2008 è stato per 91 episodi il Kriminalhauptkommissar Jacob Hahne nella serie televisiva tedesca della ZDF Siska.

## Teatro (parziale)
- 1965 „Die Stühle“
- 1969 „Wallenstein“
- 1971 „Drei Schwestern“
- 1973 „Die Kassette“
- 1984 „Peer Gynt“

## Film e televisione (parziale)
- 1975: Tatort – Das zweite Geständnis
- 1975: L'ispettore Derrick, Folge 13 – Kamillas junger Freund
- 1975: Der Kommissar (serie televisiva), Der Mord an Doktor Winter
- 1978: Der Alte – Erkältung im Sommer
- 1981: Die weiße Rose, Regie: M. Verhoeven
- 1985: Hochzeit
- 1986: Der Alte, Folge 100 – Zwei Leben
- 1986: Der Alte, Folge 107 – Killer gesucht
- 1988: Herbstmilch, Regie: J. Vilsmaier
- 1989: Derrick, Folge 181 – Diebachs Frau
- 1992: Un caso per due
- 1993: Der Komödienstadel – Der siebte Bua
- 1993: Eine unheilige Ehe, Regie: M. Verhoeven
- 1994: Lutz & Hardy
- 1994: Alle meine Töchter, eine Folge
- 1994: Derrick, Folge 231 – Das Thema
- 1996: Alle haben geschwiegen
- 1997: Derrick, Folge 277 – Die Tochter des Mörders
- 1998: Der Bulle von Tölz: Berg der Begierden
- 1999: Zwei Brüder, eine Folge
- 1999: Dr. Stefan Frank - Der Arzt, dem die Frauen vertrauen (serie televisiva)
- 1998–2008: Siska, Jacob Hahne
- 2009: Die Rosenheim-Cops – Tod im Milchsee